# Franz Lettner
Franz Lettner (* 21. Juli 1909 in Salzburg; † 16. Dezember 1998 in Innsbruck) war ein österreichischer Maler.

## Leben

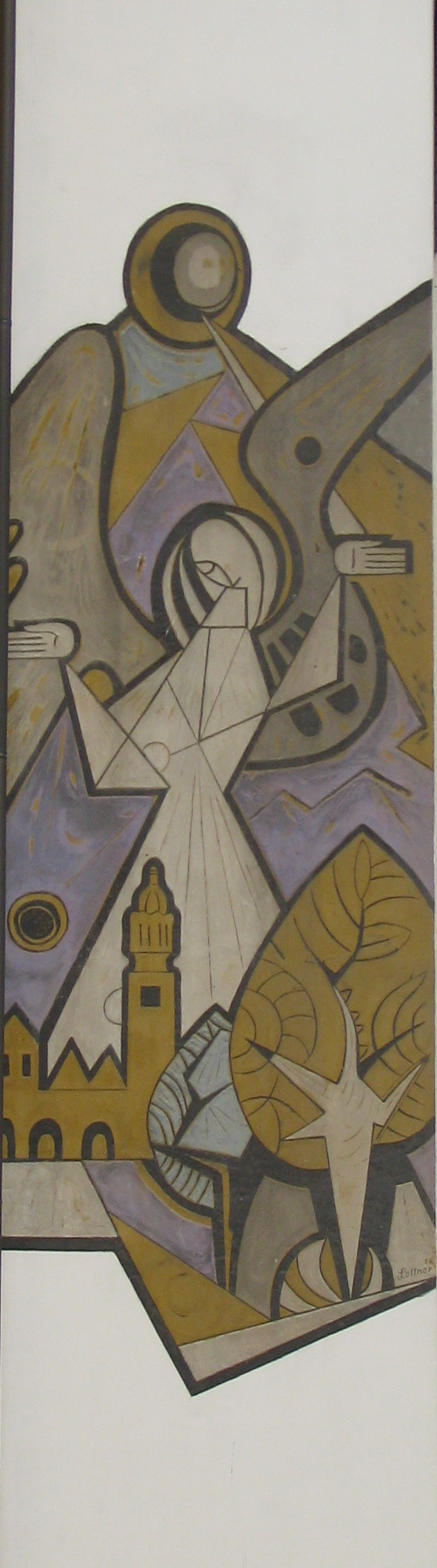
Sgraffito Schutzengel am Haus Hormayrstr. 17 in Innsbruck (1958)

Lettner besuchte die Gewerbeschule Salzburg und die Fachschule für Bildhauerei in Hallein. Ab 1932 lebte er in Innsbruck. Von 1936 bis 1940 studierte er an der Akademie der bildenden Künste Wien bei Carl Fahringer, Herbert Dimmel und Herbert Boeckl. Ab 1941 musste er im Zweiten Weltkrieg Kriegsdienst leisten, aus der anschließenden Kriegsgefangenschaft kehrte er 1946 zurück. 1956 wurde er zum Kustos am Tiroler Landesmuseum bestellt und konnte dort zugleich über ein großes Atelier verfügen. Er unternahm Studienreisen unter anderem nach Griechenland, Nordafrika und Israel und hatte zahlreiche Ausstellungen im In- und Ausland, darunter 1969 eine Retrospektive im Tiroler Landesmuseum. Lettner war Mitglied und viele Jahre Präsident der Tiroler Künstlerschaft.
Lettner malte insbesondere Landschaften und Porträts in Öl. Im Rahmen der Kunst-am-Bau-Aktion des Landes Tirol in der Nachkriegszeit schuf er Werke im öffentlichen Raum wie ein Sgraffito am Erholungsheim Rinnerhof in Rinn (1956) und das Sgraffito Schutzengel am Wohnhaus Hormayrstraße 17 in Innsbruck (1958). Sein Schaffen steht in der Tradition des Expressionismus der 1920er Jahre und der Vorbilder Oskar Kokoschka und Herbert Boeckl.
Franz Lettner war ab 1975 Mitglied der Freimaurerloge Zu den 3 Bergen.

## Werk
Lettners Lebenswerk umfasst nach eigenem Bekunden rund 5000 Arbeiten verschiedenster Formate. Allerdings ist aus der Zeit vor 1945 nichts mehr erhalten. Aus den 1950er Jahren kennt man Bilder, hauptsächlich figurative Darstellungen, die mit ihrer schwarzen Umrisszeichnung an Georges Rouault oder den frühen Emil Nolde erinnern. In einer späteren Phase hat er sich von gegenständlichen Bezügen vollständig gelöst und vor allem in dem Zyklus der von ihm sogenannten „orphischen Welt“ kleinformatige Ölbilder auf Karton von vollendeter Abstraktheit geschaffen, von denen allerdings zu seinen Lebzeiten nur ein kleiner Teil den Weg zum Kunstmarkt fand. Im freien Spiel mit Form und Farbe entwickeln sich Kompositionen, die sich fern jeder analytischen oder gar geometrischen Konstruktion in fließender Gestaltung ausdrücken, von Gefühl und Empfindung inspiriert, wobei die Farbe die Kontrapunkte setzt. Nach seinen eigenen Worten hat er hier im spielerischen Experiment einer bildhaften Entwicklung Raum gegeben, aus der sich gegenständliche Assoziationen herauskristallisieren konnten, die in der Folge – häufig als Traumlandschaften oder mythologische Szenarien – ausgearbeitet wurden und zu mehr oder minder phantastischen Bildbezeichnungen führten. Diese Ansätze übertrug er dann auch ins größere Format, wobei er später aus gesundheitlichen Gründen vom Öl zum Acryl wechselte. Daraus resultierten Leinwandbilder und solche in Mischtechnik auf Karton, die teilweise ihre eruptive Kraft in reiner Abstraktion entfalten, wie die "Kristallisation der Edelsteine" von 1961, abgebildet als Titelblatt der Lettner-Monografie von 1984. Überwiegend aber sind sie der Landschaftsmalerei – in der Regel mit Personenstaffage – verpflichtet und hier manchmal mit sanften Formen und eher gedämpften Farben dem Vorbild Herbert Boeckl nachempfunden. Andere abstrahieren in unterschiedlichem Maße vom Gegenständlichen und geben im Zeitablauf zunehmend schroffen Formen und glühenden Farbkontrasten Raum, was Lettner den Beinamen des „alten Wilden“ eintrug. So bleibt er auch in seinem Spätwerk der Grenzgänger zwischen Traum und Wirklichkeit.

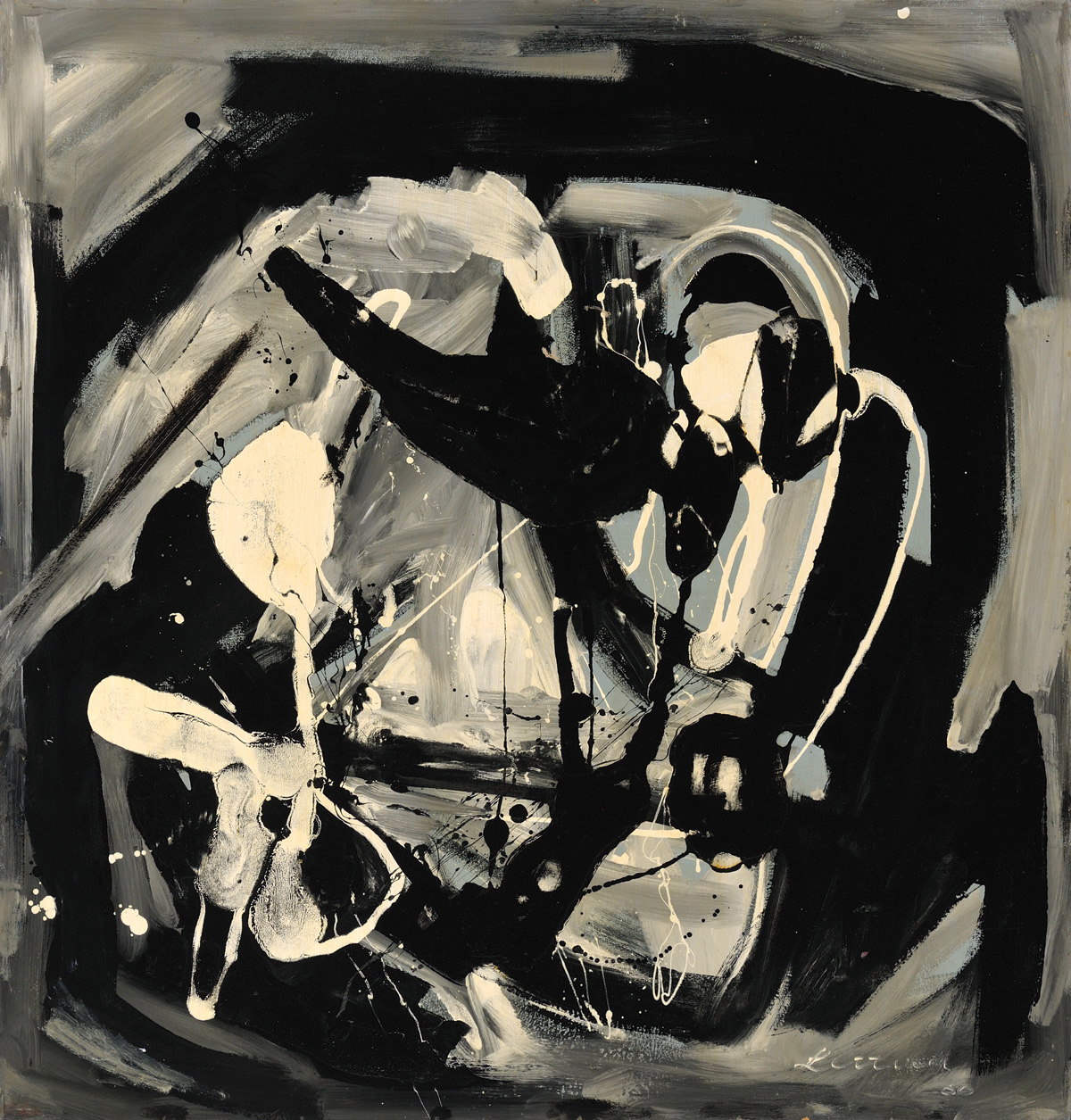
Die Grotte, 1960
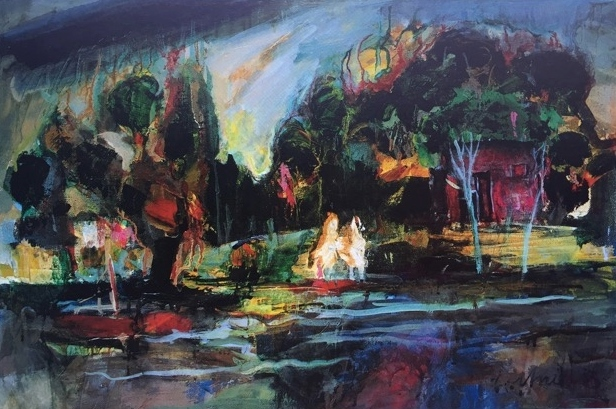
Im Garten Eden, 1983
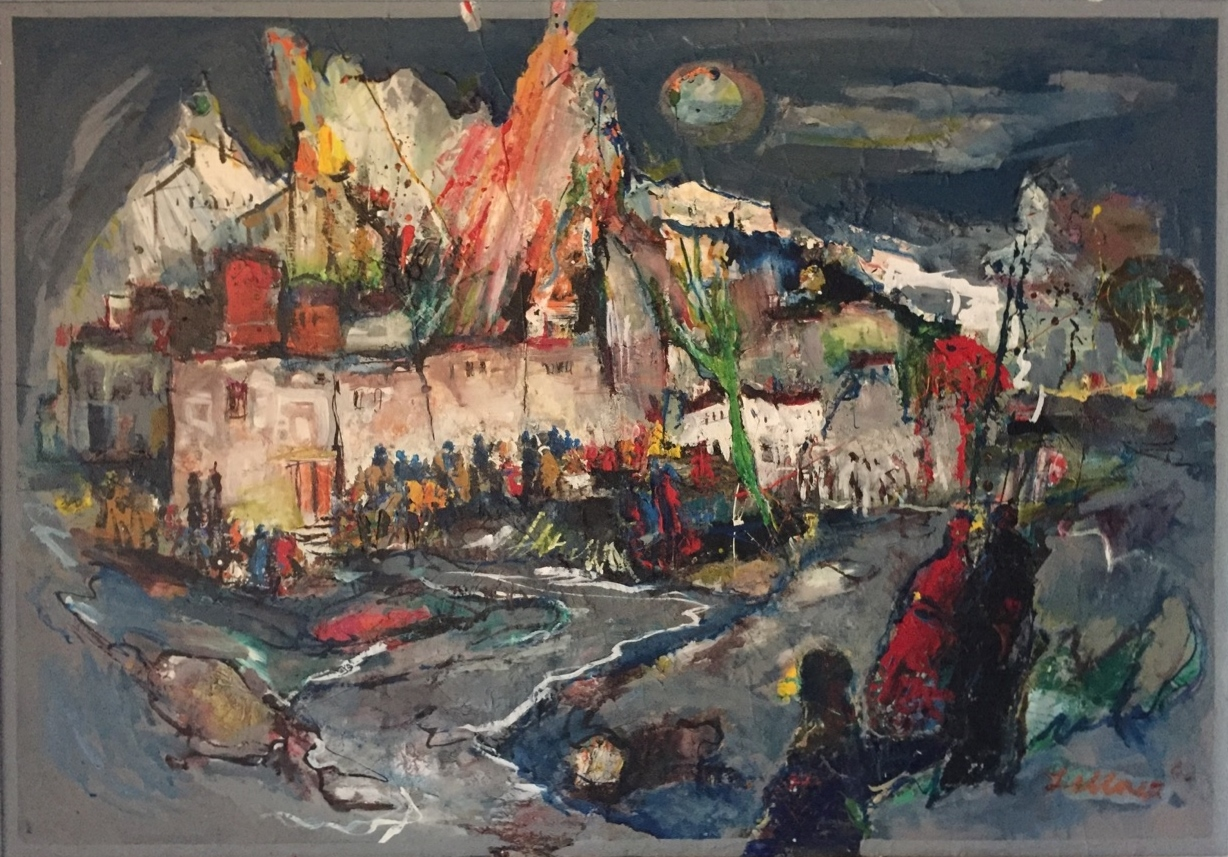
Am Abend vor der Stadt, 1988

Lettners Signatur ist in frühen Jahren der bloße Initiale "L", später der ausgeschriebene Familienname, beides in Schreibschrift.

## Auszeichnungen
- Preis der Landeshauptstadt Innsbruck für künstlerisches Schaffen, 3. Preis Malerei und Grafik, 1955[12]
- Berufstitel Professor, 1971
- Ehrenzeichen für Kunst und Kultur der Stadt Innsbruck, 1980[13]